# Circondario di Roma (Stato Pontificio)
Il circondario di Roma fu una suddivisione amministrativa dello Stato della Chiesa istituita da Pio IX il 22 novembre 1850. Confinava a nord est con la Legazione dell'Umbria, a nord ovest con il Granducato di Toscana, a est con il Regno delle Due Sicilie, a sud con la Legazione di Marittima e Campagna, a ovest con il Mar Tirreno.
Nel 1859 contava 511.578 abitanti. Il territorio era suddiviso nelle tre storiche delegazioni di Civitavecchia, Orvieto e Viterbo, oltre alla comarca di Roma.
Con la Legazione di Marittima e Campagna (IV Legazione) ed escluse le exclave di Benevento e Pontecorvo e la delegazione di Orvieto,  costituì l'ultimo territorio pontificio a resistere al processo di unificazione italiana, cadendo solo con la presa di Roma (20 settembre 1870). Questo territorio formò il nucleo iniziale dell'attuale regione del Lazio.